# Juan Artola
Juan Artola Letamendía (ur. 29 listopada 1895 w San Sebastian, zm. w 1937) – hiszpański piłkarz występujący na pozycji napastnika, olimpijczyk.

## Kariera
Urodził się 29 listopada 1895 w San Sebastian. Jego bracia Ramon i Manuel także byli piłkarzami. Lata młodzieżowe spędził w zepole Deportivo Esperanza. W 1913 został piłkarzem drużyny Real Sociedad. W 1915 roku powrócił do kraju Basków i wstąpił do Hiszpańskich sił powietrznych. W 1915 brał udział reprezentując kraj basków zdobył Puchar Asturii.
Był także członkiem zespołu, który zdobył srebrny medal na igrzyskach olimpijskich 1920 w Antwerpii.